# Armelle Attingré
Armelle Attingré (født 15. januar 1989 i Kadjokro, Elfenbenskysten) er en fransk håndboldspiller, som spiller for ŽRK Budućnost Podgorica og Frankrigs håndboldlandshold.